# Скансси (район Турку)
Ска́нсси (фин. Skanssi, швед. Skansbacken) — один из районов города Турку, входящий в округ Скансси-Уиттамо.
В 2009 году в районе открылся крупный торговый комплекс Скансси.

## Географическое положение
Район расположен к югу от центральной части Турку.

## Население
В 2004 году население района составляло 141 человек, из которых дети моложе 15 лет составляли 17,73 %, а старше 65 лет — 22,70 %. Финским языком в качестве родного владели 93,62 %, шведским — 6,38 % населения района.
| 2004 | 2005 | 2006 | 2007 | 2008 | 2009 | 2010 |
| ---- | ---- | ---- | ---- | ---- | ---- | ---- |
| 141  | 131  | 125  | 123  | 120  | 123  | 118  |